# 新政世紀黨
新政世紀黨，是中華民國的一個已不存在的政黨。該黨於2015年5月30日成立，並於7月3日備案，負責人是蕭炳賢。2019年4月29日，新政世紀黨依政黨法第29條申請解散，並於5月13日備案。

## 章程
- 定位：開創性、包容性、互動性、革新性、革心性、善意性、公平性、正義性、和平性與全面性之全民民主政黨
- 核心價值：誠意、正心、公平、正義、革新、繁榮輿和平
- 宗旨：服務全民、監督政府、振興經濟、振興國格、興利除弊、彰顯民意、司法革新、阻絕官商勾結、振興國政與民利、致力公平正義之維護、發展兩岸與國際社會的和平與穩定[3]